# 沃尔夫斯巴赫
沃尔夫斯巴赫是奥地利下奥地利州阿姆施泰滕县的一个市镇。总面积30.96平方公里，总人口1840人，人口密度59.4人/平方公里（2005年）。